# Oahu Open
L'Oahu Open è stato un torneo di tennis facente parte dell'ATP Tour.
Si è giocato solo nel 1994 a Oahu nelle Hawaii la superficie utilizzata è stata il cemento.

## Albo d'oro

### Singolare
| Anno | Vincitore      | Finalista       | Punteggio     |
| ---- | -------------- | --------------- | ------------- |
| 1994 | Wayne Ferreira | Richey Reneberg | 6-4, 6-7, 6-1 |

### Doppio
| Anno | Vincitori               | Finalisti                     | Punteggio |
| ---- | ----------------------- | ----------------------------- | --------- |
| 1994 | Tom Nijssen / Cyril Suk | Alex O'Brien / Jonathan Stark | 6-4, 6-4  |